# Загін (фільм)
«Загін» — американська комедія 1970 року, написана та знята Робертом Дауні-старшим. Вона була заснована на п'єсі The Comeuppance, небродвейській п'єсі, написаній Дауні у 1961 році. Сюжет розповідає про кількох собак, сіамського кота та пінгвіна, які очікують на евтаназію у притулку; тварин грають люди-актори. Фільм найбільш відомий тим, що став акторським дебютом сина Дауні, тоді 5-річного Роберта-молодшого, у ролі Цуценяти.

## Акторський склад
- Лоуренс Вульф — Мексиканець безволосий
- Стен Готліб — Боксер
- Чарльз Діркоп — Ердейл
- Елсі Дауні — Дворняжка
- Керолін Гроувс — Породистий
- Люсіль Роджерс — Старий пекінес
- Чінг Є — Сіамська кішка
- Джордж Морган — Ірландський сетер
- Дон Кальфа — Італійський тер'єр
- Антоніо Фаргас — Грейхаунд
- Чак Грін — Дворняга
- Бадді Батлер — Співаючий водяний спанієль
- Гаррі Рігбі — Фаул
- Маршалл Ефрон — Такса
- Ерік Крупнік — Монтанська вівчарка
- Ерік Кроулі — Балтимор Пойнтер
- Керолін Кардвелл — Хранитель
- Джо Медден — Полковник
- Джеймс Грін — Вбивця Хонкі
- Л. Еррол Джей — Лейтенант Вайнтрауб
- Марі-Клер Чарба — Дружина Вбивці
- Роберт Дауні мол. — Цуценя
- Карл Лі — Злодій